# A.S.D. Atletico Terme Fiuggi
ASDSFF Atletico hay nói ngắn gọn, SFF Atletico là một câu lạc bộ bóng đá Ý có trụ sở tại Fiumicino, ở thủ đô Rome (trước đây là tỉnh Rome), vùng Lazio. Câu lạc bộ chơi ở sân vận động Aristide Paglialunga, ở Fregene frazione của Fiumicino. Câu lạc bộ được thành lập bởi sự sáp nhập của ASD Sporting Città di Fiumicino và Pol. D. Fregene năm 2016.

## Lịch sử

### ASD thể thao Città di Fiumicino
ASD Sporting Città di Fiumicino là một câu lạc bộ bóng đá từ Fiumicino, một đô thị mà tách khỏi đô thị Rome vào năm 1992. Số đăng ký của câu lạc bộ là 940.722. Ở mùa giải trước với tư cách là Sporting Città di Fiumicino, câu lạc bộ đã kết thúc với tư cách là á quân của 2015–16 Eccellenza Lazio  Nhóm A. Vào cuối năm 2015 mùa 1616 Thể thao Città di Fiumicino đã được sáp nhập với Pol. D. Fregene. Cả hai đều đến từ Fiumicino. Bản thân Sporting Città di Fiumicino, được thành lập bởi sự sáp nhập của ASD Città di Fiumicino (81.943 ) và ASD Sporting Fiumicino. Việc hợp nhất đã được công bố vào năm 2014, nhưng theo chính câu lạc bộ, họ đã sáp nhập vào năm 2013.
ASD Città di Fiumicino được thành lập năm 1985. Nó trước đây được gọi là AS Juventus Fiumicino và từ năm 2002 là AS 85 Fiumicino. Câu lạc bộ sau đó được gọi là ASD 85 Fiumicino cho đến năm 2011, được đổi tên thành ASD Città di Fiumicino. Các câu lạc bộ kết thúc là thứ ba trong nhóm C 2011-12 Prima Categgoria Lazio. Città di Fiumicino được thăng hạng Promozione Lazio bởi Vòng đấu vớt vào năm 2012. Trong mùa giải 2012–13 Promozione Lazio, đã có trận derby giữa Città di Fiumicino và trùng tên với đội chính của thành phố, Fiumicino Calcio. Fiumicino đã xuống hạng 2011–12 Eccellenza Lazio. Trong mùa giải 2012-13 Promozione Lazio, Città di Fiumicino kết thúc ở vị trí thứ 8 và Fiumicino lại xuống hạng lần thứ 18. Trong mùa 2013–14 Promozione Lazio, Città di Fiumicino đã được thăng hạng từ Promozione Lazio lên Eccellenza Lazio, mặc dù đã kết thúc với tư cách là á quân của vòng play-off. Câu lạc bộ đã sáp nhập với Sporting Fiumicino với tên gọi Sporting Città di Fiumicino vào tháng 7 năm 2014.
Vào năm 2014, Sporting Città di Fiumicino mới thành lập đã chơi một trận giao hữu trước mùa giải với câu lạc bộ La Mã SS Lazio, thua 0-16. Mùa giải đó câu lạc bộ kết thúc với tư cách là á quân của 2014–15 Eccellenza Lazio. Câu lạc bộ đã thua trong vòng play-off thăng hạng quốc gia. Hơn nữa, câu lạc bộ đã bị loại khỏi danh sách ứng cử viên cho 2015-16 Serie D, vì tiền thân của câu lạc bộ, Città di Fiumicino là một repêchage vào năm 2012 và một lần nữa vào năm 2014.
Năm 2016, câu lạc bộ đã kết thúc một lần nữa với tư cách là á quân của Eccellenza Lazio và đủ điều kiện trở lại vòng play-off thăng hạng quốc gia của Eccellenza, thua Pineto chung cuộc.

### Pol. D. Fregene
Polisportiva Dilettantistica Fregene, trước đây là Polisportiva Fregene và Pol. Fregene trong ngắn hạn, là một câu lạc bộ bóng đá từ Fregene, một frazione của đô thịFiumicino , trước đó một phần của đô thị Roma đến năm 1992. Cả Fiumicino (XXXVII) và Fregene (XXXVIII) trước đây là các khu vực riêng biệt của Circoscrizione XIV của Rome. Pol. Fregene được thành lập vào năm 1948. Câu lạc bộ được thành lập  từ 1980 đến 1989. Câu lạc bộ kết thúc ở vị trí thứ ba vào mùa 1988–89 Promozione Lazio, với vị trí thứ 6 cao nhất. Câu lạc bộ đã chiến thắng 1990–91 Promozione Lazio, và đủ điều kiện tham gia Eccellenza Lazio mới thành lập, giải hạng 6 mới vào năm 1991.
Câu lạc bộ đã thăng hạng từ Eccellenza Lazio lên Serie D vào năm 1998. Câu lạc bộ xuống hạng năm 2000.
Trong mùa giải cuối cùng với tư cách là Fregene, câu lạc bộ đã kết thúc với vị trí thứ 11 năm 2015-16 Eccellenza Lazio Group A. Kể từ khi Lega Pro Seconda Divisione (ex Serie C2) ra mắt vào năm 2014, Eccellenza là cấp độ cao thứ 5.
Sân vận động Aristide Paglialunga là sân vận động của Fregene.

### A.S.D. S.F.F. Atletico
A.S.D. S.F.F. Atletico là một đội từ Fiumicino, ngoại ô Rome và là một phần hành chính của Thành phố thủ đô Rome, trước đây là Tỉnh Rome. ASD là viết tắt của associazione sportiva dilettantistica, trong khi SFF Atletico, theo Il Messaggero, có nghĩa là Sporting Fregene Focene Atletico. Câu lạc bộ được thành lập vào năm 2016 bởi sự hợp nhất của ASD Sporting Città di Fiumicino và Pol. D. Fregene. Focene và Fregene là frazioni của comune. Câu lạc bộ mới vẫn giữ số đăng ký của Fregene (19.780), trong khi đăng ký của Sporting Città di Fiumicino đã trở thành ASD Atletico Fiumicino, nhưng đã rút khỏi Eccellenza Lazio. Một sự hợp nhất chính thức của SFF Atletico và Atletico Fiumicino đã được công bố vào năm 2017. Số đăng ký mới của câu lạc bộ là 947.003. Câu lạc bộ mới là một câu lạc bộ liên kết của câu lạc bộ Lazi0 Frosinone.
Năm 2017, câu lạc bộ thăng hạng lên Serie D. Câu lạc bộ gần như đã thăng hạng trở lại vào năm 2018 khi kết thúc với vị trí thứ ba của nhóm G. Đội cũng thua Trastevere trong trận bán kết của vòng play-off thăng hạng của nhóm G. Mặc dù người chiến thắng trong các trận play-off thăng hạng chỉ được trao một vị trí cao hơn với tư cách là ứng cử viên tái đấu của 2018-19 Serie C.

## Sân vận động
SFF Atletico đã chơi các trận đấu trên sân nhà của họ ở sân Aristide Paglialunga, trong Fregene frazione của Fiumicino comune. Câu lạc bộ cũng đã sử dụng "Vincenzo Cetorelli" ở Fiumicino  cũng như trại thể thao "Sergio Nannini" trong Focene frazione của Fiumicino comune  cho các đội trẻ của họ. Sergio Nannini được bổ nhiệm vào Atletico Focene (945.999), đội trẻ có liên kết với SFF Atletico. Trong quá khứ Sporting Città di Fiumicino, tiền thân của SFF Atletico, cũng sử dụng các sân thứ tư của đô thị, Sporting Trung tâm Fiumicino, cựu sân vận động nhà của Sporting Fiumicino.
Nó đã được báo cáo rằng các đô thị đã lên kế hoạch cải tạo sân vận động Vincenzo Cetorelli đến Serie D và Serie C tiêu chuẩn, cho đội bóng. Vincenzo Cetorelli đã được chính quyền thành phố mua lại từ nhà đầu tư tư nhân vào tháng 12 năm 2017. Một sân vận động khác đủ điều kiện tham gia trận đấu Serie D, đó là Stadio Pietro Desideri, bị chiếm bởi AS Fiumicino 1926. Được biết, SFF Atletico cũng đã lên kế hoạch cho một sân vận động mới ở Parco Leonardo frazione của Fiumicino.

## Danh hiệu
SFF Atletico
- Eccellenza 
  - Người chiến thắng (1): 2016-17 [28]

Città di Fiumicino
- Promozione
  - Á quân (?): 2013 2015

Fregene
- Eccellenza 
  - Người chiến thắng (1): 1997
- Promozione 
  - Người chiến thắng (?): 1990